# Pavonia

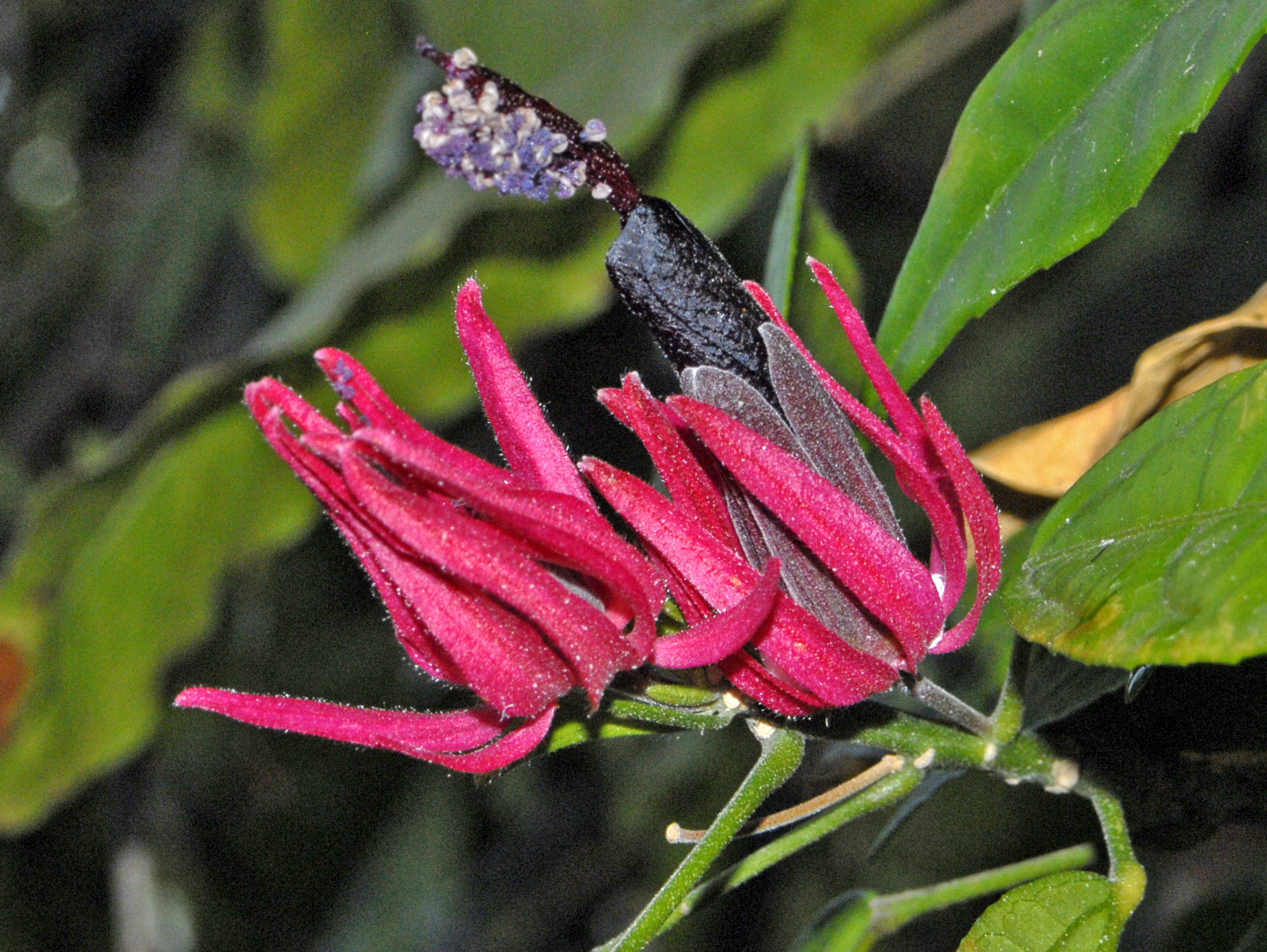

Павонія (Pavonia) — рід квіткових рослин із родини мальвових (підродина Malvoideae, триба Hibisceae). Родове ім'я вшановує іспанського ботаніка Хосе Антоніо Павона Хіменеса (1754—1844), за вибором його сучасника, іспанського ботаніка Антоніо Хосе Каванільєса. Декілька видів відомі як болотні мальви (swampmallow).
Павонія багатоквіткова — Pavonia multiflora — вічнозелений чагарник, родом з Бразилії. Єдиний вид, який там вирощували в домашніх умовах.